# 407년

## 연호
- 동진(東晉) 의희(義熙) 3년
- 고구려(高句麗) 영락(永樂) 17년
- 후연(後燕) 건시(建始) 원년
- 후진(後秦) 홍시(弘始) 9년
- 북위(北魏) 천사(天賜) 4년
- 북량(北凉) 영안(永安) 7년
- 남연(南燕) 태상(太上) 3년
- 서량(西凉) 건초(建初) 3년
- 북연(北燕) 정시(正始) 원년
- 하(夏) 용승(龍昇) 원년

## 기년
- 동진(東晉) 안제(安帝) 11년
- 북위(北魏) 도무제(道武帝) 22년
- 신라(新羅) 실성 마립간(實聖麻立干) 6년
- 고구려(高句麗) 광개토왕(廣開土王) 17년
- 백제(百濟) 전지왕(腆支王) 3년

## 문화
영락 17년 전투
永樂 十七年 戰鬪
시기
407년
장소후연용성
사료 부족으로 인한 장소 불명
원인
사료 부족으로 인한 원인 불명
교전국
고구려
교전국후연불명
지휘관
지휘관 모용보불명
지휘관 모용보불명
병력
50,000 명
10,000 명 이상
피해
피해 규모 불명
10,000 명 이상
결과
고구려군의 대승

## 탄생
- 송 태조 문황제 유의륭.

## 사망
- 음력 4월 10일 - 가락국의 제5대 국왕 이시품왕.
- 9월 14일 - 콘스탄티노폴리스 총대주교 요한네스 크리소스토무스.